# Heinrich Faber (Pädagoge)
Heinrich Faber (auch Fabri; * um 1490 in Lichtenfels (Oberfranken); † 26. Februar 1552 in Oelsnitz (Vogtland)) war ein deutscher Pädagoge und Musiktheoretiker.

## Leben
Faber wurde erstmals 1515 als Altist in Kopenhagen erwähnt, wo er bis 1523 blieb. 1538 wurde er Lehrer an der St.-Georg-Schule in Naumburg. Dort stand er mit Nikolaus Medler in Verbindung, der wie er ein Vertreter der durch Martin Luther und Philipp Melanchthon initiierten Schulreform war. Im Mai 1542 immatrikulierte sich Faber an der Universität Wittenberg und erwarb im Februar 1545 den akademischen Grad eines Magisters.
Er kehrte nach Naumburg zurück, musste aber von dort aufgrund eines Streits mit dem Bischof Julius von Pflug, der die Schule aufhob, weichen. Gemeinsam mit Medler ging er 1548 nach Braunschweig und verfasste dort musikalische Lehrschriften, die für das Gymnasium in Hof (Saale) vorgesehen waren. Faber kehrte 1549 wieder nach Naumburg zurück und übernahm das Rektorat der Stadtschule St. Wenzel, hielt 1551 Vorlesungen über Musik an der Universität Wittenberg und war danach als Rektor in Oelsnitz tätig.
Faber, der gemeinsam mit Medler einen Entwurf einer idealen Schulordnung für acht Klassen verfasste, machte sich auch als Musiktheoretiker einen Namen. In knapper katechismusartiger Form blieb sein Compendium musicae bis ins 17. Jahrhundert das verbreitete elementare Musiklehrbuch in Deutschland. Das Werk ist eigentlich nur ein Auszug aus der introductio von 1550, in dem er Beispiele von sich sowie von Ludwig Senfl, Heinrich Isaac, Josquin Desprez und Pierre Moulu verwendete. Er legte in seinen Werken Wert auf eine breite Darlegung der Musiktheorie, wobei er seine Proportionslehre mit vielen Beispielen unterlegte.
Aus seiner humanistischen Musikanschauung interpretierte er den Charakter der Ars musica als mathematische Kunstlehre, die nicht nur als Teil des Quadrivium begriffen wird, sondern auf das verwirklichte Werk zielt. Er prägte so ein neues Stilmuster am Anfang des 16. Jahrhunderts. Von ihm sind vierstimmige Motetten und eine Anzahl liturgischer Stücke bekannt.

## Schriften
- Ad musicam practicam introductio. Nürnberg 1550, Mühlhausen 1571.
- Musica Poetica. Hof 1548.
- Compendiolum musicae. Leipzig 1552, 1605; Nürnberg 1572, 1586, 1618; Marburg 1583; Augsburg 1591, 1681 (zweisprachig); Jena 1610; Erfurt 1665; später auch unter dem Titel Brevissima rudimenta.
- [Edition & Nachdruck:] Heinrich Faber: Compendiolvm mvsicæ pro incipientibvs. Achevé en 1548. Édité sous la direction d’Olivier Trachier. Mit Faksimile der Ausgabe Leipzig, 1551. Baden-Baden: Koerner 2005. ISBN 978-3-87320-596-3